# Тал (вулкан)
Вулкан Тал је комплексан вулкан који се налази на острву Лузон на Филипинима. То је други највећи активни вулкан на Филипинима са 33 ерупције у историји (први је вулкан Мајон, са 50 забележених ерупција). Све ове ерупције су концентрисане на Вулканском острву, у близини центра Тал језера. Језеро делимично испуњава Тал калдера, која је формирана од праисторијских ерупција између 140.000 и 5.380 ПС. Гледано из Тагајатај гребена, вулкан Тал и језеро чине један од најживописнијих и најатрактивнији поглед на Филипине. Налази око 50 km (31 mi) јужно од главног града Филипина, Маниле.
Вулкан је имао неколико насилних ерупција у прошлости, што је довело до губитка живота на острву и насељених подручја која окружују језеро, са бројем жртава, који се процењује на око 5.000 до 6.000. Због близине насељених области и његове еруптивне историје, вулкан је означена Декадни вулкан, вредан пажљивог проучавања у циљу спречавања будућих природних катастрофа. Сви вулкани на Филипинима су део Ватреног појаса Пацифика.

## Етимологија
Од 1821, вулкан Тал је такође називан Бомбоу.

## Географија
Вулкан Тал део је ланца вулкана који оивичавају западни обод острва Лузон. Настали су субдукцијом Евроазијске плоче под Филипински мобилни појас. Истоимено језеро лежи унутар калдере пречника 25–30 km, формиране експлозивним ерупцијама датираних 140.000-5.380 година пре садашњости. Свака од ових ерупција створила је велике наслаге игнимбрита које су сезале чак до данашње Маниле.
Накнадне ерупције створиле су вулканско острво у поменутом калдерском језеру. Ово острво познато под називом Вулканско острво има пречник од 5 km и покрива површину од око 23 km2. Његово средиште заузима „Главни кратер” пречника 2 km са кратерским језером формираним ерупцијом из 1911. године. Острво се састоји од купа и кратера који се преклапају. Ове купе и кратери су различитог састава и постанка. Има 26 купа од туфа, 5 купа од пепела, а 4 кратера су језера типа мар. Главно кратерско језеро на Вулканском острву је највеће језеро на једном острву у језеру на неком острву на свету. Некада је у овом језеру постојало мало стеновито острво. Главно кратерско језеро, које је привремено ишчезло услед вулканске активности 2020. године, поново се појавило до марта исте године.
Вулкан и језеро у потпуности се налазе у провинцији Батангас. Северна половина Вулканског острва потпада под јурисдикцију града Талисаја на обали језера, а јужна половина Сан Николасу. Остале комуне које окружују језеро укључују градове Танауан и Липа, и општине Талисај, Лаурел, Агонсиљо, Санта Тересита, Сан Николас, Алитагтаг, Куенса, Балете и Матаснакахој.
Филипински институт за вулканологију и сеизмологију забранио је стална насеља на острву, проглашавајући Вулканско острво високоризичном зоном и Зоном сталне опасности. Упркос упозорењима, неке породице остале су настањене на острву, зарађујући за живот пецањем и узгојем усева на плодном вулканском тлу.
6. маја 2024. гувернер Батангаса Хермиландо Манданас прогласио је Вулканско острво „ничијом земљом“ због низа разарања узрокованих шумским пожарима 4 дана раније. Пожари су захватили југозападни крај острва, недалеко од посматрачке станице Бининтианг Мунти.